# Iza (Boyacá)
Iza es un municipio colombiano ubicado en el departamento de Boyacá. Forma parte de la provincia de Sugamuxi. Se sitúa a 90 kilómetros al oriente de Tunja, la capital del departamento. 
El municipio de Iza se caracteriza por la conservación de su contenido histórico, el cual se manifiesta en su ancestro prehispánico, arte rupestre, mitos, leyendas, tradiciones, la toponimia local, festejos y oficios como el tejido en algodón y lana, utilizando prácticas y telares de la España medieval, así como en su arquitectura colonial, aspectos que le significaron su declaratoria como Bien de Interés Cultural de Carácter Nacional, por el Ministerio de Cultura de Colombia en el año 2002.

## Toponimia
El nombre de Iza proviene de la palabra Chibcha za que significa noche. A pesar de que en 1895 el nombre de la población se cambió a Santa Isabel, pues según el diccionario castellano la palabra iza significaba concubina, sus habitantes mantuvieron el nombre tradicional. El municipio también es conocido como «Nido Verde de Boyacá», nombre dado por Manuel Ancízar, quien hacia 1850 recorrió la región siendo partícipe de la Comisión Corográfica (del lat. chorographĭa, y este del griego χωρογραφία: descripción de un país, de una región o de una provincia.) dirigida por Agustín Codazzi. En su obra Peregrinación de Alpha por las provincias del norte de La Nueva Granada en 1850-1851, Ancízar se refiere a Iza como un verde nido en alusión a los sauces, alisos, chicalás y demás vegetación que daban, como aún hoy, un entorno natural al centro urbano.
Más probable es que su origen sea español de la población Navarra de Iza.

## Historia
Al parecer Iza fue acogida por población española desde la época de la Colonización española de América, en los siglos XVI, XVII y XVIII, hecho que implementó las construcciones en adobe, junto a la madera en puertas y ventanas además de su estructura interna, la teja de barro cocido, traída de España pero de origen griego, así como la piedra como base de caminos, patios, en el revestimiento de fuentes de agua, los patios enclaustrados, entre otros elementos. También sobresale su riqueza en cuanto a la mitología en donde se encuentra la presencia de Bochica el dios civilizador quien luego de formar el Salto del Tequendama en las afueras de Bacatá, actual Bogotá, con su recorrido hacia Iza, fijó los límites de la civilización muisca, en el altiplano cundiboyacense. Al oriente del municipio en la vereda de Chiguatá, sector de Chiquí, aún se venera la cueva donde Bochica habitó sus últimos años. Así, al igual que diversos hallazgos arqueológicos, petroglifos confirman el ancestro de Iza como sitio de ubicación indígena prehispana. 
El hecho se estar el municipio a sólo 14 km de Sogamoso, capital de la provincia con un importante desarrollo económico y comercial, hizo que Iza pasara todos estos años en un relativo aislamiento incluso con una tasa estable o negativa de crecimiento poblacional, haciendo que se conservara su entorno arquitectónico, como ocurrió con Santa Cruz de Mompox absorbida por Cartagena de Indias. 
En el municipio se encuentran aguas termales, tiene una industria artesanal, en particular El Batán o de tejidos en lana o hilo de algodón. Se dice que este oficio lo enseñó Bochica para que los nativos además de fabricar vestidos abrigados, tuvieran un trabajo digno como medio de subsistencia, pues en tiempos anteriores a la conquista los indios del sector hacían trueque de mantas, chalinas, y demás por productos de otros grupos, por sal de la Sabana de Bacatá, productos agrícolas de los indios Guanes del actual Santander, etc.
Desde la década de 1980, al instaurarse en el departamento el concurso del Pueblo Más Lindo de Boyacá, Iza reactivó la conservación de sus valores tradicionales históricos y ambientales y se inició un proceso de embellecimiento de sus calles, casas, su templo parroquial, que conserva la imagen del Divino Salvador, representada en una imagen supuestamente milagrosa hallada en 1748 en una pequeña piedra hoy adorada como patrono del pueblo. Pedro Alonso Boyacá Fonseca compuso el himno oficial y dirigió la formación del Grupo de Danzas Folclóricas; en respuesta a la afición musical, el municipio abrió el Centro Cultural Francisco Cristancho Camargo; líderes jóvenes como motivaron en la comunidad la creación del Colegio Departamental o Institución Educativa Sergio Camargo en terrenos luego donados por Alejandro Mesa Grosso; se fortaleció el Comité Cívico Municipal formado dos décadas atrás; líderes como Guillermo Salamanca Turga, Pedro Martínez T., dieron comienzo a los festivales folclóricos regionales, que en 2008 a instancias de la alcaldía de Víctor Hugo López y de la Directora de Cultura Ana Josefa Cristancho institucionalizaron con el nombre de Festival de Música Colombiana Francisco Cristancho Camargo. El sector turístico tuvo un auge importante en los años 90, gracias al programa Tardes Domingueras, impulsado desde la administración de la alcaldesa Bárbara Cerón, donde congregaba artistas, artesanos, y comerciantes locales.
Iza fue graduado en 2000 como Municipio Caminante por parte del Ministerio de Educación de Colombia por garantizar la cobertura en educación al total de la población en edad escolar. En 2002 en la administración de Emiro Zorro López, la gestión de la arquitecta especializada en patrimonio cultural Mariana Patiño Osorio y la Fundación Nido Verde, el gobierno nacional consagró a Iza como Patrimonio Cultural de Colombia. En 2006 en la alcaldía de Marcolino Suárez Torres, la embajada de la República del Japón donó una Biblioteca en su estructura física, dotada de computadores y mil ejemplares de literatura infantil y en 2007 la alcaldía municipal y la Universidad Piloto de Colombia publican el libro Iza, las casas de adobe de los arquitectos Mariana Patiño Osorio y Rubén Hernández Molina.

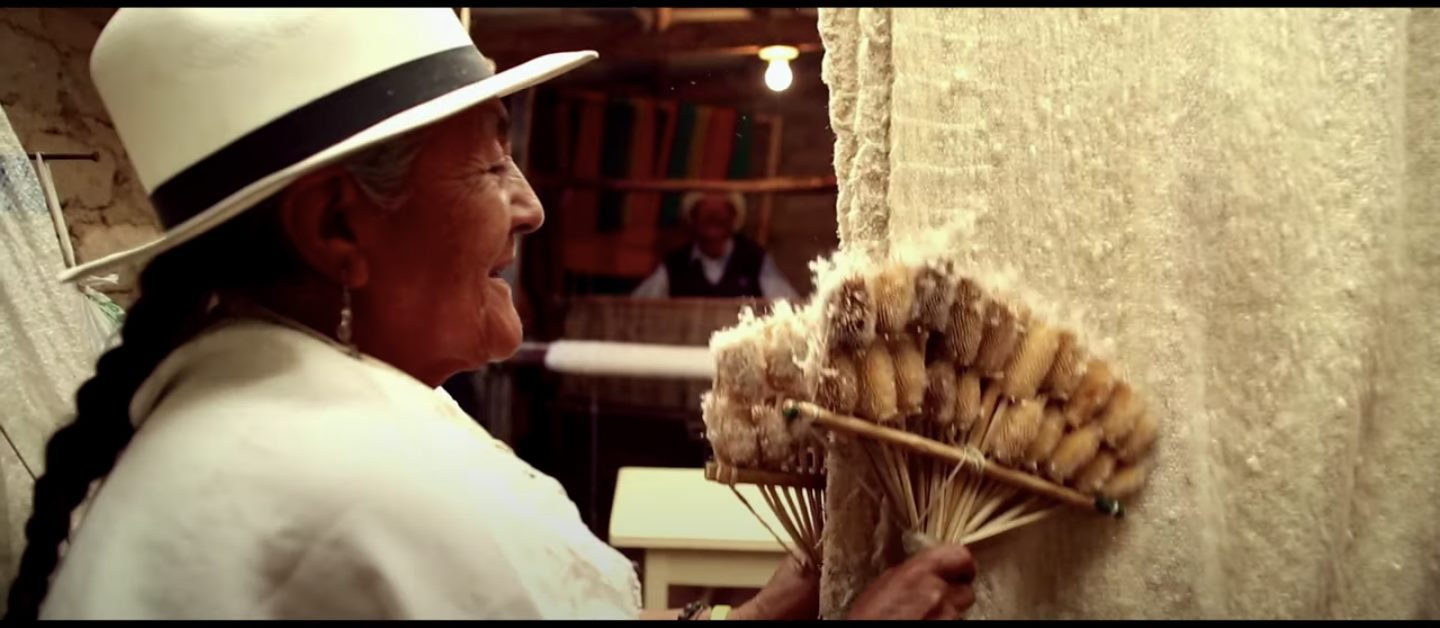
Tradición del cardado de ruanas. Transito Merchan Carreño, hilandera tradicional de Iza.

En junio de 2009, Iza fue sede del VIII Encuentro Nacional de Caminantes, aunque con apoyo de los pueblos vecinos recibió a cerca de 1400 participantes, y demostró la capacidad hotelera propia. Con motivo del Bicentenario de la Independencia 1810-2010, se incluyó a Iza dentro del programa conmemorativo oficial, pues la Campaña Libertadora tuvo respaldo de izanos cuando Simón Bolívar decretó su Ley Marcial al convocar desde los cuarteles de Bonza a todo varón menor de 40 años en respaldo a los combates decisivos del Pantano de Vargas el 25 de julio de 1819 y del Puente de Boyacá el 7 de agosto siguiente.

## Geografía
Limita por el norte con Firavitoba y Sogamoso,  por el oriente con Sogamoso y Cuítiva, por el occidente con Pesca y Firavitoba y por el sur con Cuítiva.

## Turismo cultural
Mediante el Plan Especial de Manejo y Protección (PEMP), el municipio pretende afianzar su desarrollo desde la perspectiva del turismo cultural. En este sentido busca ampliar su infraestructura en servicios y opciones recreativas. Es claro que cualquier propuesta debe pasar el filtro de la responsabilidad que significa ser «bien de interés cultural de carácter nacional» (BICN), pues las intervenciones, en especial sobre su perfil urbano deben contar con la aprobación del Ministerio de Cultura de Colombia.
Iza cuenta con dos grupos acreditados como Vigías del Patrimonio Cultural, el de la Fundación Nido Verde, desde 2009 y el creado por la Alcaldía en 2010. Ambos grupos realizan en conjunto actividades tendientes a rescatar la identidad cultural y buscar cada vez mayor apropiación social sobre el tema, pues sólo desde la propia comunidad se logra supervivencia en el tiempo. Propender un desarrollo que atienda la calidad de vida sin atentar contra su valor cultural, es decir hacer del turismo cultural una industria que genere empleo y prosperidad como actividad autosostenible. Lo anterior también implica el cuidado de su entorno natural, hecho que motivó entre otros, la celebración en Iza del Encuentro Nacional de Caminantes 2009.

## Rutas turísticas
Bogotá - Iza por vía pavimentada, doble calzada hasta Sogamoso. Desde Bogotá, 147 km, a Tunja, capital del Departamento de Boyacá, y de allí, 90 km al municipio pasando por Paipa, Duitama y Sogamoso. En la provincia de Sugamuxi, Iza se encuentra dentro del anillo turístico de la laguna de Tota, el cual como su nombre lo indica tiene un recorrido circular de cerca de 60 km, que parte de Sogamoso, pasa en su orden por Iza, Cuítiva, Tota, Aquitania y regresa a Sogamoso. En este circuito la vía se encuentra pavimentada en el tramo de Sogamoso a Iza, 14 km, en adelante está destapada pero transitable. Desde Iza se puede visitar el lago de Tota, el más grande de Colombia y 13 pueblos cercanos que conforman la Provincia, conocer el Museo Arqueológico de Sogamoso Eliécer Silva Celis, llamado en honor a quien descubriera las ruinas del Templo del Sol, legado de la cultura Muisca, quemado por la campaña conquistadora del siglo XVI; el monumento a los Lanceros del Pantano de Vargas, conmemorativa de uno de los más importantes encuentros de armas en la Campaña Libertadora de Nueva Granada en 1819, obra de Rodrigo Arenas Betancurt.

## Literatura
El Nido Verde de Boyacá inspira artistas, músicos y poetas, como ocurrió con el escritor mexicano Carlos Pellicer Cámara, 1899-1977, quien lo visitó probablemente hacia 1920 en compañía del historiador colombiano Germán Arciniegas Angueyra. De acuerdo con las investigaciones del educador izano Jesús Salvador Moncada Cerón; Pellicer, Premio Nacional de Literatura de su país natal en 1964, dedicó al municipio estas estrofas para elogiar sus calles apacibles, la bravura de sus ríos crecidos, y donde lo más importante que ocurre son las rosas:

Recuerdos de Iza, Pueblecito de los Andes: creeríase que la población, después de recorrer el valle, perdió la razón y se trazó una sola calle. Y así bajo la cordillera, se apostó febrilmente como la primavera. En sus ventas el alcohol está mezclado con sol. Sus mujeres y sus flores hablan el dialecto de los colores. Y el riachuelo que corre como un caballo, arrastra las gallinas en febrero y en mayo. Pasan por la acera lo mismo el cura, que la vaca y que la luz postrera. Aquí no suceden cosas de mayor trascendencia que las rosas. Como amenaza lluvia, se ha vuelto morena la tarde que era rubia. Parece que la brisa estrena un perfume y un nuevo giro. Un cantar me despliega una sonrisa y me hunde un suspiro...

El Boletín  Cultural Arco Iris, es el medio de difusión impreso de la Fundación Nido Verde, 
nombrada Vigía del Patrimonio Cultural por la ministra de Cultura Paula Marcela Moreno Zapata en su visita al municipio del 26 de junio de 2009. De las publicaciones de Arco Iris, se destacan las dedicadas a la vida y obra del maestro Francisco Cristancho Camargo, al General Sergio Camargo Pinzón, las reseñas sobre el Bicentenario de la Independencia, y las columnas permanentes sobre Patrimonio Cultural.

## Economía
Los principales factores de ingreso económico de Iza son la agricultura y la minería. Dentro de la explotación minera se destaca el carbón y la puzolana.